# Demokraten pro Liechtenstein
Demokraci Liechtenstein (niem. Demokraten pro Liechtenstein, DpL) – najmłodsza partia polityczna z Liechtensteinu założona w 2018 roku przez trzech posłów, którzy opuścili uprzednio partię Niezależnych. Aktualnie DpL jest trzecią siłą polityczną w Liechtensteinie z sześcioma mandatami w Landtagu.

## Historia
W 2018 roku poseł z partii Niezależnych Erich Hasler został wydalony w niejasnych okolicznościach. Niedługo po tym wydarzeniu z klubu odeszli kolejni dwaj posłowie Herbert Elkuch i Thomas Rehak. Trzej deputowani złączyli się w klubie poselskim o tymczasowej nazwie Nowa Frakcja (niem. Neue Fraktion). 21 września 2018 roku przekształciło się ono w nową partię nazwaną Demokraci Liechtenstein (niem. Demokraten pro Liechtenstein, DpL), której prezesem został Thomas Rehak. Obecność posłów nowej partii w Landtagu budziła kontrowersje, gdyż nie dostała się ona do Parlamentu w wyniku wyborów a  ponadto pojawił się dylemat, które ugrupowania powinny dostawać dotacje od państwa DU, DpL, czy też oba ugrupowania. Ostatecznie Krajowy Sąd Administracyjny przyznał DpL prawo do finansowania roczną kwotą ryczałtową 55000 CHF. Decyzję tę potwierdził Trybunał Sprawiedliwości Liechtensteinu.
W wyborach parlamentarnych w 2021 roku komitet DpL zgłosił 16 kandydatur na posłów (8 dla okręgu Oberland i 8 dla okręgu Unterland). Komitet przekroczył próg wyborczy zdobywając 11,1%, co przełożyło się na dwa mandaty w nowej kadencji Landtagu. Po wyborach DpL stał się czwartą siłą polityczną w kraju po FBP, VU i FL.

## Rezultaty w wyborach doLandtagu
| Wybory | Sejm  | Sejm    | Sejm    | Rząd     |
| Wybory | Głosy | Mandaty | Mandaty | Rząd     |
| Wybory | %     | Liczba  | +/−     | Rząd     |
| ------ | ----- | ------- | ------- | -------- |
| 2021   | 11,1% | 2/25    | 2       | Opozycja |
| 2025   | 23,3% | 6/25    | 4       | Opozycja |